# Alloharpina discoidalis
Alloharpina discoidalis är en fjärilsart som beskrevs av Eugen Wehrli 1941. Alloharpina discoidalis ingår i släktet Alloharpina och familjen mätare. Inga underarter finns listade i Catalogue of Life.